# Witney (circonscription du Parlement britannique)
Circonscription parlementaire de la Chambre des communes
La circonscription de Witney est une circonscription parlementaire britannique de l'Oxfordshire, créée en 1983 à partir de la circonscription du Mid Oxfordshire. Ses limites correspondent à celles du district du West Oxfordshire, avec les villes de Carterton, Chipping Norton et Woodstock.

## Members of Parliament
| Élection | Élection                | Membre         | Membre       | Parti        |
| -------- | ----------------------- | -------------- | ------------ | ------------ |
|          | 1983                    | Douglas Hurd   |              | Conservateur |
|          | 1997                    | Shaun Woodward |              | Conservateur |
|          | 1999                    | Shaun Woodward | Travailliste |              |
|          | 2001                    | David Cameron  |              | Conservateur |
|          | Élection partielle 2016 | Robert Courts  |              | Conservateur |

## Élections

### Élections dans les années 2010
| Parti         | Parti                | Candidat             | Voix   | %    | ±     |
| ------------- | -------------------- | -------------------- | ------ | ---- | ----- |
|               | Conservateur         | Robert Courts        | 33,856 | 55,2 | -0.3  |
|               | Libéral Démocrate    | Charlotte Hoagland   | 18,679 | 30,5 | +10.0 |
|               | Labour Co-op         | Rosa Bolger          | 8,770  | 14,3 | -6.4  |
| Majorité      | Majorité             | Majorité             | 15,177 | 24,7 | -7.1  |
| Participation | Participation        | Participation        | 61,305 | 73,1 | -0.5  |
|               | Conservateur retenir | Conservateur retenir | Swing  |      |       |

| Parti         | Parti                | Candidat             | Voix   | %    | ±     |
| ------------- | -------------------- | -------------------- | ------ | ---- | ----- |
|               | Conservateur         | Robert Courts        | 33,839 | 55,5 | -4.7  |
|               | Travailliste         | Laetisia Carter      | 12,598 | 20,7 | +3.5  |
|               | Libéral Démocrate    | Liz Leffman          | 12,457 | 20,4 | +13.6 |
|               | Green                | Claire Lasko         | 1,053  | 1,7  | –3.4  |
|               | UKIP                 | Alan Craig           | 980    | 1,6  | -7.6  |
| Majorité      | Majorité             | Majorité             | 21,241 | 34,8 | -8.2  |
| Participation | Participation        | Participation        | 60,927 | 73,6 | +0.3  |
|               | Conservateur retenir | Conservateur retenir | Swing  | -4.1 |       |

| Parti         | Parti                  | Candidat             | Voix   | %     | ±     |
| ------------- | ---------------------- | -------------------- | ------ | ----- | ----- |
|               | Conservateur           | Robert Courts        | 17,313 | 45,0  | -15.2 |
|               | Libéral Démocrate      | Liz Leffman          | 11,611 | 30,2  | +23.4 |
|               | Travailliste           | Duncan Enright       | 5,765  | 15,0  | -2.2  |
|               | Green                  | Larry Sanders        | 1,363  | 3,5   | -1.6  |
|               | UKIP                   | Dickie Bird          | 1,354  | 3,5   | -5.7  |
|               | National Health Action | Helen Salisbury      | 433    | 1,1   | 0.0   |
|               | Indépendant            | Daniel Skidmore      | 151    | 0,4   | N/A   |
|               | Monster Raving Loony   | Mad Hatter           | 129    | 0,3   | N/A   |
|               | Indépendant            | Nicholas Ward        | 93     | 0,2   | N/A   |
|               | Bus-Pass Elvis         | David Bishop         | 61     | 0,2   | N/A   |
|               | Eccentric Party        | Lord Toby Jug        | 59     | 0,2   | N/A   |
|               | Démocrates anglais     | Winston McKenzie     | 52     | 0,1   | N/A   |
|               | One Love               | Emilia Arno          | 44     | 0,1   | N/A   |
|               | Indépendant            | Adam Knight          | 27     | 0,1   | N/A   |
| Majorité      | Majorité               | Majorité             | 5,702  | 14,8  | -28.2 |
| Participation | Participation          | Participation        | 38,455 | 46,8  | -26.5 |
|               | Conservateur retenir   | Conservateur retenir | Swing  | -19.3 |       |

| Parti         | Parti                  | Candidat             | Voix   | %    | ±     |
| ------------- | ---------------------- | -------------------- | ------ | ---- | ----- |
|               | Conservateur           | David Cameron        | 35,201 | 60,2 | +1.4  |
|               | Travailliste           | Duncan Enright       | 10,046 | 17,2 | +4.2  |
|               | UKIP                   | Simon Strutt         | 5,352  | 9,2  | +5.7  |
|               | Libéral Démocrate      | Andy Graham          | 3,953  | 6,8  | −12.7 |
|               | Green                  | Stuart MacDonald     | 2,970  | 5,1  | +0.9  |
|               | National Health Action | Clive Peedell        | 616    | 1,1  | N/A   |
|               | Wessex Regionalist     | Colin Bex            | 110    | 0,2  | +0.1  |
|               | Indépendant            | Christopher Tompson  | 94     | 0,2  | N/A   |
|               | Reduce VAT in Sport    | Vivien Saunders      | 56     | 0,1  | N/A   |
|               | Give Me Back Elmo      | Bobby Smith          | 37     | 0,1  | N/A   |
|               | Land Party             | Deek Jackson         | 35     | 0,1  | N/A   |
|               | Indépendant            | Nathan Handley       | 12     | 0,02 | N/A   |
| Majorité      | Majorité               | Majorité             | 25,155 | 43,0 | +3.6  |
| Participation | Participation          | Participation        | 58,482 | 73,3 | +0.0  |
|               | Conservateur retenir   | Conservateur retenir | Swing  | −1.4 |       |

| Parti         | Parti                | Candidat             | Voix   | %    | ±     |
| ------------- | -------------------- | -------------------- | ------ | ---- | ----- |
|               | Conservateur         | David Cameron        | 33,973 | 58,8 | +9.4  |
|               | Libéral Démocrate    | Dawn Barnes          | 11,233 | 19,4 | -3.1  |
|               | Travailliste         | Joe Goldberg         | 7,511  | 13,0 | -9.4  |
|               | Green                | Stuart MacDonald     | 2,385  | 4,1  | +1.0  |
|               | UKIP                 | Nikolai Tolstoy      | 2,001  | 3,5  | +0.9  |
|               | Monster Raving Loony | Howling Laud Hope    | 234    | 0,3  | N/A   |
|               | Indépendant          | Paul Wesson          | 166    | 0,3  | N/A   |
|               | Indépendant          | Johnnie Cook         | 151    | 0,3  | N/A   |
|               | Wessex Regionalist   | Colin Bex            | 62     | 0,1  | N/A   |
|               | Indépendant          | Aaron Barschak       | 53     | 0,1  | N/A   |
| Majorité      | Majorité             | Majorité             | 22,740 | 39,4 | +12.5 |
| Participation | Participation        | Participation        | 57,769 | 73,3 | +4.3  |
|               | Conservateur retenir | Conservateur retenir | Swing  | +6.3 |       |

### Élections dans les années 2000
| Parti         | Parti                | Candidat               | Voix   | %    | ±     |
| ------------- | -------------------- | ---------------------- | ------ | ---- | ----- |
|               | Conservateur         | David Cameron          | 26,571 | 49,3 | +4.3  |
|               | Libéral Démocrate    | Liz Leffman            | 12,415 | 23,0 | +2.7  |
|               | Travailliste         | Tony Gray              | 11,845 | 22,0 | -6.8  |
|               | Green                | Richard Dossett-Davies | 1,682  | 3,2  | +0.9  |
|               | UKIP                 | Paul Wesson            | 1,356  | 2,5  | +0.9  |
| Majorité      | Majorité             | Majorité               | 14,156 | 26,3 | +10.1 |
| Participation | Participation        | Participation          | 53,869 | 69,0 | +3.1  |
|               | Conservateur retenir | Conservateur retenir   | Swing  | +0.8 |       |

| Parti         | Parti                | Candidat             | Voix   | %    | ±     |
| ------------- | -------------------- | -------------------- | ------ | ---- | ----- |
|               | Conservateur         | David Cameron        | 22,153 | 45,0 | +2.0  |
|               | Travailliste         | Michael Bartlet      | 14,180 | 28,8 | -1.8  |
|               | Libéral Démocrate    | Gareth Epps          | 10,000 | 20,3 | +0.5  |
|               | Green                | Mark Stevenson       | 1,100  | 2,2  | +1.1  |
|               | Indépendant          | Barry Beadle         | 1,003  | 2,0  | N/A   |
|               | UKIP                 | Kenneth Dukes        | 767    | 1,6  | +0.2  |
| Majorité      | Majorité             | Majorité             | 7,973  | 16,2 | +3.8  |
| Participation | Participation        | Participation        | 49,203 | 65,9 | -10.8 |
|               | Conservateur retenir | Conservateur retenir | Swing  | +1.9 |       |

### Élections dans les années 1990
| Parti         | Parti                | Candidat                  | Voix   | %     | ±     |
| ------------- | -------------------- | ------------------------- | ------ | ----- | ----- |
|               | Conservateur         | Shaun Woodward            | 24,282 | 43,0  | -14.8 |
|               | Travailliste         | Alexander J Hollingsworth | 17,254 | 30,6  | +12.5 |
|               | Libéral Démocrate    | Angela Lawrence           | 11,202 | 19,9  | -2.7  |
|               | Référendum           | Geoffrey Brown            | 2,262  | 4,0   | N/A   |
|               | UKIP                 | Michael Montgomery        | 765    | 1,4   | N/A   |
|               | Green                | Sue N Chapple-Perrie      | 636    | 1,1   | +0.00 |
| Majorité      | Majorité             | Majorité                  | 7,028  | 12,4  | -27.3 |
| Participation | Participation        | Participation             | 56,401 | 76,7  | -4.2  |
|               | Conservateur retenir | Conservateur retenir      | Swing  | -13.7 |       |

| Parti         | Parti                    | Candidat             | Voix   | %    | ±    |
| ------------- | ------------------------ | -------------------- | ------ | ---- | ---- |
|               | Conservateur             | Douglas Hurd         | 36,256 | 56,4 | −1.1 |
|               | Travailliste             | James Plaskitt       | 13,688 | 21,3 | +4.6 |
|               | Libéral Démocrate        | Ian M. Blair         | 13,393 | 20,8 | −4.9 |
|               | Green                    | Charlotte Beckford   | 716    | 1,1  | N/A  |
|               | Natural Law              | Sally B. Catling     | 134    | 0,2  | N/A  |
|               | Conservateur indépendant | Marilyn CC Brown     | 119    | 0,2  | N/A  |
| Majorité      | Majorité                 | Majorité             | 22,568 | 35,1 | +3.4 |
| Participation | Participation            | Participation        | 64,306 | 81,9 | +4.7 |
|               | Conservateur retenir     | Conservateur retenir | Swing  | −2.8 |      |

### Élections dans les années 1980
| Parti         | Parti                | Candidat             | Voix   | %    | ±    |
| ------------- | -------------------- | -------------------- | ------ | ---- | ---- |
|               | Conservateur         | Douglas Hurd         | 33,458 | 57,5 | +2.1 |
|               | Liberal              | Muriel Burton        | 14,994 | 25,8 | −5.1 |
|               | Travailliste         | Christine Collette   | 9,733  | 16,7 | +2.9 |
| Majorité      | Majorité             | Majorité             | 18,464 | 31,7 | +7.2 |
| Participation | Participation        | Participation        | 58,185 | 77,3 | +2.6 |
|               | Conservateur retenir | Conservateur retenir | Swing  | +3.6 |      |

| Parti         | Parti                                  | Candidat       | Voix   | %    | ±   |
| ------------- | -------------------------------------- | -------------- | ------ | ---- | --- |
|               | Conservateur                           | Douglas Hurd   | 28,695 | 55,4 | N/A |
|               | Liberal                                | Philip Baston  | 15,983 | 30,8 | N/A |
|               | Travailliste                           | Carole B Douse | 7,145  | 13,8 | N/A |
| Majorité      | Majorité                               | Majorité       | 12,712 | 24,5 | N/A |
| Participation | Participation                          | Participation  | 51,823 | 74,7 | N/A |
|               | Conservateur vainqueur (nouveau siège) |                |        |      |     |